# Quesnoy-sur-Deûle
Quesnoy-sur-Deûle – miejscowość i gmina we Francji, w regionie Hauts-de-France, w departamencie Nord.
Według danych na rok 1990 gminę zamieszkiwało 5775 osób, a gęstość zaludnienia wynosiła 402 osób/km² (wśród 1549 gmin regionu Nord-Pas-de-Calais Quesnoy-sur-Deûle plasuje się na 150. miejscu pod względem liczby ludności, natomiast pod względem powierzchni na miejscu 139.).